# Thomas Muffet
Thomas Muffet, dit aussi Moufet ou Moffet, est un médecin et naturaliste anglais puritain, né vers 1552 à Londres et mort le 5 juin 1604 à Wilton dans le Wiltshire. Il est principalement connu pour l'étude des « insectes », en particulier les araignées, et leur impact en santé humaine. Dans le domaine médical, il met l'accent sur l'expérience, plutôt que sur la réputation et est un fervent adepte des doctrines de Paracelse (1493-1541).

## Biographie
Fils de Thomas Moffet, Thomas Muffet naît vers 1552 à Shoreditch (un quartier de Londres). De 1560 à 1568, Muffet étudie à la Merchant Taylors' School. L'année suivante, en mai 1569, il entre au Trinity College de Cambridge. Il n'y reste cependant que deux ans et demi. En octobre 1572, Muffet est transféré à Gonville Hall. Il y poursuit ses études jusqu'à l'obtention de son bachelor en 1573. Ensuite, Muffet commence l'étude de la médecine avec Thomas Lorkin (v. 1528–1591) et John Caius (1510-1573). Trois ans plus tard, il entreprend sa maîtrise au Trinity College, ce qui explique son renvoi de Gonville Hall. En 1579, Muffet obtient son doctorat en médecine à Bâle, avec une version censurée de sa thèse, titrée De amodinis medicamentis.
Après avoir obtenu son diplôme, en 1580, Thomas Muffet étudie l'anatomie des vers à soie en Italie, avant de rentrer définitivement en Angleterre. En décembre de la même année, il épouse sa première femme, Jane, à St. Mary Colechurch à Londres. Deux ans plus tard, il est reconnu en tant que médecin qualifié par le College of Physicians de Londres, malgré la position de Muffet en faveur du système médical de Paracelse, qui n'est pas largement accepté, à l'époque, par la communauté médicale. La même année, Muffet rencontre Tycho Brahe (1546-1601) et Petrus Severinus (1542-1602). Deux ans plus tard, en 1584, Muffet termine son ouvrage De jure et praestantia chemicorum medicamentorum. La même année, Muffet écrit une lettre attaquant le College of Physicians de Londres pour ses influences trop papistes selon ses propres croyances puritaines. Il y est cependant admis l'année suivante et devient membre en février 1588. Plus tard la même année, Muffet publie son Nosomantica Hippocratea, soutenant le travail et les écrits d'Hippocrate. Neuf ans plus tard, en octobre 1597, Muffet est élu membre du parlement de Wilton. Trois ans plus tard, en 1600, la femme de Muffet, Jane, meurt. Il se marie alors avec Catherine Brown la même année. Quatre ans plus tard, le 5 juin 1604, Thomas Muffet meurt à la Bulbridge Farm, Wilton dans le Wiltshire.

## Travaux

### Insectes
La profonde fascination de Thomas Muffet envers les insectes en général, et les araignées en particulier, se manifeste alors qu'il étudie les vers à soie en Italie. Il est plus connu pour l'édition de Theatrum Insectorum (ou Théâtre des Insectes), le second livre publié sur les insectes (mais qui fut peut-être le premier à être terminé), dont plusieurs chapitres traitent des araignées.
On croit communément que Thomas Muffet est l'auteur de cet ouvrage, mais il a simplement repris des éléments déjà rédigés, qu'il a enrichis, terminés et surtout ornés de gravures. Le tout fut probablement prêt à être imprimé vers 1589 (ce qui en ferait effectivement le premier traité d'entomologie). Mais en fait sa publication n'aura lieu que 30 après la mort de Muffet, en 1634. La principale raison de cet énorme délai réside en la faiblesse du marché anglais, à l'époque, pour les livres de sciences naturelles. La page de garde originale, inutilisée, est datée de 1589. Des négociations avec des imprimeurs de La Haye échouent en 1590. Les illustrations originales furent abandonnées car trop chères et remplacées par des gravures sur bois qui apparaissent dans l'édition de 1634. L'ouvrage fut publié par Sir Théodore Turquet de Mayerne, qui en rédigea la préface.
Les jugements sur son œuvre sont parfois sévères. Martin Lister (1638-1712) écrira à John Ray (1627-1705) en 1667 :
«  De lui [Muffet], on aurait pu s'attendre à ce que tout soit brillant et parfait, car il a eu des contributions de si grands assistants, de si grands noms comme Wotton, Gesner, de l’Écluse, Penny, Knivett, Bruer et d'autres. En fait, tout le Theatrum est composé avec une telle confusion, un tel manque d'ordre, que Muffet semble n'être qu'un très pauvre compilateur des matériaux réunis par d'autres, en faveur desquels il n'exprime aucune gratitude. En réalité, il était presque totalement ignorant du sujet, ce qui ressort d'une façon cruelle. »
Une traduction anglaise fut publiée par Edward Topsell en 1658 (The History of four-footed Beasts and Serpents : whereunto is now added the Theater of Insects by Thomas Muffet) en trois volumes, celui-ci formant le troisième (reprint par Da Capo Press, New York, 1967).
Voici la classification des araignées donnée par Mufet dans cet ouvrage:
- Sans danger
  - Espèce domestique
  - Espèce vivant à l’air libre
    - Tisserande
    - Chasseuse
- Venimeuse
  - Grande taille
  - Petite taille

### Bonne santé et nutrition
Les travaux de Muffet sur la nutrition sont collectés dans son livre Health's Improvement initialement destiné au grand public, plutôt que pour les professionnels de la santé. On retrouve dans cet ouvrage la première liste de gibier d'eau britannique, reconnaissant pour la première fois les habitudes migratoire de plusieurs d'entre eux. Ce livre a été publié bien plus tard que Theatrum Insectorum, après 1655, dans une édition éditée par Christopher Bennet (1617–1655). Le Panzoologia de Robert Lovell (1630?-1690 ) reprend des descriptions d’oiseaux d’Health's improvement et d’insectes du Theatrum Insectorum.